# تريفور ر. برايس
تريفور ر. برايس (بالإنجليزية: Trevor R. Bryce)‏ هو محاضر ومؤرخ أسترالي، ولد في 1940.

## وصلات خارجية
- تريفور ر. برايس على موقع IMDb (الإنجليزية)
- تريفور ر. برايس على موقع قاعدة بيانات الفيلم (الإنجليزية)